# Маркелов, Владимир Александрович
Владимир Александрович Маркелов (род. 31 августа 1987, Новосибирск) — российский и казахстанский хоккеист, нападающий. Тренер.

## Биография
Воспитанник новосибирского хоккея. Начинал играть в «Сибири-2» (2003/04 — 2007/08), в сезонах-2006/07—2009/10 выступал за «Сибирь» в Суперлиге и КХЛ. В сезоне-2009/10 также играл за «Зауралье». Сезон-2010/11 провёл в клубе чемпионата Беларуси «Гомель». В начале следующего сезона провёл один матч за «Сибирь» и семь — за «Зауралье», после чего вернулся в «Гомель». Остаток сезона и следующий сезон отыграл за «Шахтёр» Солигорск.
Выступал в чемпионате Казахстана за клубы «Арлан» Кокшетау (2013/14 — 2014/15, 2015/16, 2019/20, 2020/21 — 2021/22), «Актобе» (2020/21), «Бейбарыс» (2022/23) и в КХЛ за «Барыс» Астана (2015/16, 2016/17 — 2017/18). В сезоне-2018/19 не играл.
За сборную Казахстана выступал на чемпионате мира 2016 года и чемпионатах мира в I дивизионе (2017, 2018). Играл в квалификации к Олимпийским играм 2018 года.
В 2023 году завершил карьеру игрока. Тренер «Иртыша» Павлодар (2023/24), главный тренер «Арлана» (с сезона-2024/25).